# Roztoky (Zakarpatská oblast)
Roztoky, ukrajinsky Розтоки, maďarsky Nyilas, jsou obec v bohdanské vesnické komunitě (hromadě), v okrese Rachov, v Zakarpatské oblasti na Ukrajině. V roce 2025 zde žilo 3400 obyvatel.

## Místní části
- Usti-Riky (ukrajinsky: Усті-Ріки)
- Mežyriky (ukrajinsky: Межиріки)
- Pelechoja (ukrajinsky: Пелехоя),
- Jankivka (ukrajinsky: Янківка)
- Kryvyj (ukrajinsky:  Кривий)
- Medvedycja (ukrajinsky: Медведиця)
- Meryšir (ukrajinsky: Меришір)
- Aršyni (ukrajinsky: Аршиці)
- Berendej (ukrajinsky: Берендей)
- Štyvjora (ukrajinsky: Штивйора)
- Grehit (ukrajinsky: Ґрегіт)

## Historie
První písemné zmínky o místě pocházejí z roku 1651. Podle pověsti osadu založili rybáři, kteří položili rostoky (rukávy) na chytání ryb.
Název obce v různých historických pramenech: 1898 — Rosztik, 1907 — Nyilas, 1913 — Nyilas, 1918 — Nyilas, 1925 — Novoszelica, Roztoky, 1944 — Nyilas, Ростокъ, 1983 — Розтоки, Ростоки.
Do uzavření Trianonské smlouvy byla ves součástí Uherska, poté byla součástí Československa. Od roku 1945 byla součástí Ukrajinské sovětské socialistické republiky, která byla jednou ze svazových republik Sovětského svazu, nakonec od roku 1991 je součástí samostatné Ukrajiny.

## Církevní stavby
V obci jsou tři cerkve. Z nich dvě jsou pravoslavné církve a jedna cerkev je řeckokatolické církve.